# Acisoma
Acisoma é um género de libelinha da família Libellulidae. 
Este género contém as seguintes espécies:
- Acisoma panorpoides Rambur, 1842
- Acisoma trifida Kirby, 1889
- Acisoma trifidum Kirby, 1889